# Perduto amore (in cerca di te)/La balabanca
Perduto amore (in cerca di te) / La balabanca è un disco 78 giri  inciso da Nella Colombo e da Gigi Beccaria, pubblicato nel 1945 dalla Cetra.
Il disco fu inciso a Torino, negli studi della Cetra il 7 luglio 1945, con l'orchestra di Beppe Mojetta.

## Perduto amore (in cerca di te)
Perduto amore (in cerca di te) è una canzone scritta da Gian Carlo Testoni per il testo e da Eros Sciorilli per la musica, edita dalle edizioni musicali Metron.
Il brano era stato lanciato nel 1944 da Natalino Otto ottenendo un notevole successo.

## La balabanca
La balabanca è una canzone a tempo di rumba, scritta da Alfredo Bracchi e Giovanni D'Anzi, sia per il testo che per la musica, edita dalle edizioni musicali Curci e incisa da Gigi Beccaria lo stesso giorno di Perduto amore, il 7 luglio 1945.
L'orchestra è arrangiata e diretta da Pippo Barzizza.

## Tracce
1. Perduto amore (in cerca di te)
2. La balabanca